# Martha Christina Tiahahu
Martha Christina Tiahahu (4 janvier 1800 - 2 janvier 1818) est une résistante des Moluques et héros national d'Indonésie.
Fille d'un capitaine de l'armée, elle participe dès 1817 à la guérilla contre le gouvernement des Indes orientales néerlandaises. Elle est capturée avec d'autres rebelles et est envoyée au travail forcé dans une plantation de café. Elle meurt de maladie en 1818.